# Cerco de Gênova (1522)
O Cerco de Gênova durou de 20 a 30 de maio de 1522, durante a Guerra Italiana de 1521-1526, envolvendo o rei francês Francisco I e o Imperador Carlos V, com a vitória deste último.

## Contexto
Os conflitos entre os adversários franceses e imperiais já se arrastavam por mais de um ano, fracassadas as tentativas inglesas em evitar a conflagração.
Diversos confrontos ocorreram, concentrando-se as tropas nas possessões italianas.
Em novembro a situação francesa havia se deteriorado consideravelmente. Carlos, Henrique VIII e o Papa firmaram uma aliança contra Francisco a 28 de novembro. A Odet de Cominges, Visconde de Lautrec e governador francês de Milão, foi encomendada a tarefa de resistir às forças papais e imperiais; apesar disto, foi derrotado por Prospero Colonna e, nos finais de novembro, tinha sido expulso da cidade e se retirara para um grupo de povoados perto do rio Adda. Ali Lautrec se reforçou com a chegada de mercenários suíços; mas sem recursos disponíveis para pagar-lhes, teve que abandonar seus desejos de atacar as forças imperiais de imediato. A 27 de abril de 1522 atacou, finalmente, o exército combinado papal e imperial na batalha de Bicocca. Havia planejado valer-se da sua superioridade em artilharia para tomar vantagem, mas os suíços, impacientes para enfrentar o inimigo, se interpuseram entre seus canhões e fizeram carga contra os arcabuzeiros espanhóis que ali se achavam entrincheirados. Na contenda resultante, os suíços foram derrotados pelos espanhóis, que não perderam nenhum de seus efetivos, comandados por Fernando de Ávalos, Marquês de Pescara, e por uma força de lansquenês, comandada por Georg Frundsberg.  O moral veio abaixo, e os suíços se retiraram para seus cantões; Lautrec, a quem restaram escassas tropas para continuar a campanha, abandonou a Lombardia.

## O cerco
Colonna e de Ávalos, já sem oposição, sitiaram Gênova, capturando a cidade a 30 de maio. Como a cidade havia resistido, as tropas imperiais foram autorizadas a proceder à sua pilhagem, assim que caiu.